# イアン・セント・ジョン
イアン・セント・ジョン（John "Ian" St John, 1938年6月7日 - 2021年3月1日）は、スコットランド、マザーウェル出身の元サッカー選手。ポジションはFW。
1961年、ニューカッスルへの移籍が決まりかけていたが、当時のクラブ記録となる移籍金でリヴァプールFCに加入、1965年のFAカップ決勝のリーズ戦では延長戦で決勝ゴールを挙げて、クラブに初のFAカップ優勝をもたらした。チームには10年間在籍し、ロジャー・ハントとツートップを組み、FAカップの他、2度のリーグ優勝に貢献、通算425試合に出場、118ゴールを挙げた。 ビル・シャンクリー監督は後にチームの黄金期の基礎を築く転換期になったのは、セント・ジョンとロン・イェイツの獲得であったと述べた。
スコットランド代表としては21試合9ゴールの成績を残した。2021年3月1日、永眠。

## タイトル
リヴァプールFC
- ファーストディヴィジョン  : 1963-64, 1965-66
- FAカップ  : 1964-65
- FAチャリティ・シールド  : 1964, 1965, 1966